# Sertularia trigonostoma
Sertularia trigonostoma is een hydroïdpoliep uit de familie Sertulariidae. De poliep komt uit het geslacht Sertularia. Sertularia trigonostoma werd in 1852 voor het eerst wetenschappelijk beschreven door Busk. 